# Manitoba Hydro Place
Manitoba Hydro Place ist ein hohes Bürogebäude in Winnipeg, Manitoba, Kanada. Es befindet sich an der 360 Portage Avenue und erreicht eine Höhe von 112,5 Metern und verfügt über 22 Etagen. Das Gebäude dient als Hauptsitz des kanadischen Energieversorgers Manitoba Hydro. In der Verwaltung werden 1650 Mitarbeiter beschäftigt. Daneben beherbergt das Gebäude mehrere Einkaufsgeschäfte und Cafés. Nach der Fertigstellung im Jahre 2009 war es das vierthöchste Gebäude in Winnipeg.
Es ist eines der weltweit wenigen hochmodernen Gebäude, die als Grünes Gebäude bezeichnet werden. Unter dem Begriff versteht man Gebäude, die unter den Gesichtspunkten der Nachhaltigkeit entworfen, geplant, gebaut und betrieben werden. Nach der LEED erfüllt es den Platinum-Standard.